# مارك غري
مارك غري (بالإنجليزية: Mark Grey)‏ هو ملحن أمريكي، ولد في 1967 في إيفانستون في الولايات المتحدة.

## وصلات خارجية
- مارك غري على موقع ميوزك برينز (الإنجليزية)
- مارك غري على موقع ديسكوغز (الإنجليزية)